# Rudolph J. Wojta
Rudolph J. Wojta (né le 10 août 1944 à Vienne) est un écrivain autrichien.

## Biographie
Wojta a étudié la littérature et la psychologie, mais a finalement commencé à publier des nouvelles dans les médias allemands et autrichiens, notamment Die Welt et Die Presse. En 1975, il est engagé par la Wochenpresse comme critique littéraire et théâtral. Là, il a également écrit sur l'architecture, le cinéma et les beaux-arts. En 1979, il rejoint le nouveau journal municipal WIENER et en devient le rédacteur en chef. En 1982, il revient à la Wochenpresse, où il crée sa propre chronique. Le magazine a été interrompu en 1996, après quoi il a travaillé en freelance. En 2002, il fonde avec Nicholas Allen le festival Shakespeare in Styria dans la ville provinciale de Murau. Il a vécu huit ans à Murau, mais est revenu à Vienne en 2010,.
Zerfall der Lage (La Dégradation de la Situation) est, selon Michael Pfeffer, “un roman intense sur un jeune poète qui s'installe dans une petite pièce pendant l'hiver 1930/31 pour écrire une œuvre majeure”. L'histoire se déroule à Döbling et s'inspire de la vie de Heimito von Doderer. Son projet de faire passer l'écriture avant la vie échoue ; le roman traite de souvenirs refoulés et de la recherche obsessionnelle d'un amour perdu, finalement de la désintégration de la personnalité,.

## Œuvres
- Operation Fledermaus, Querverlag 2013,  (ISBN 978-3-89656-210-4); 2e édition : 2024
- Zerfall der Lage, Verlag Klingenberg 2024,  (ISBN 978-3-903284-33-3)